# El Yunque National Forest
Der El Yunque National Forest (spanisch Bosque Nacional El Yunque), zuerst unter dem Namen Luquillo National Forest, später als Caribbean National Forest bekannt, ist ein tropischer Regenwald im Osten von Puerto Rico. Er ist der einzige tropische Regenwald unter der Verwaltung des US Forest Service. Er wurde 1903 gegründet.

## Berge
Das Gelände des Regenwaldes wird hauptsächlich durch die Luquillo Mountains bestimmt. Hierzu gehört auch der Berg El Yunque (1080 m), nach dem der National Forest 2007 benannt wurde.

## Flora und Fauna
Der Nationalforst zeichnet sich durch eine besonders hohe biologische Vielfalt aus.

## Tourismus
Jedes Jahr ist der Regenwald Ausflugsziel von etwa 600.000 ökologisch interessierten Besuchern aus der ganzen Welt.